# 南格阿瓦利
南格阿瓦利（Nangavalli），是印度泰米尔纳德邦Salem县的一个城镇。总人口9610（2001年）。

## 人口
该地2001年总人口9610人，其中男性5032人，女性4578人；0—6岁人口1197人，其中男637人，女560人；识字率58.79%，其中男性为67.47%，女性为49.26%。